# Nieuwe Economische Politiek
Nieuwe Economische Politiek (NEP; Russisch: НЭП – новая экономическая политика, NEP - novaja ekonomitsjeskaja politika) is een aantal maatregelen die in de zomer van 1921 door Vladimir Lenin werden genomen. Met deze maatregelen verliet Lenin het strakke oorlogscommunisme van de jaren daarvoor. Die aanpak van het oorlogscommunisme was rampzalig gebleken voor zowel landbouw als industrie en had geleid tot boerenopstanden en hongersnood.

## Invoering

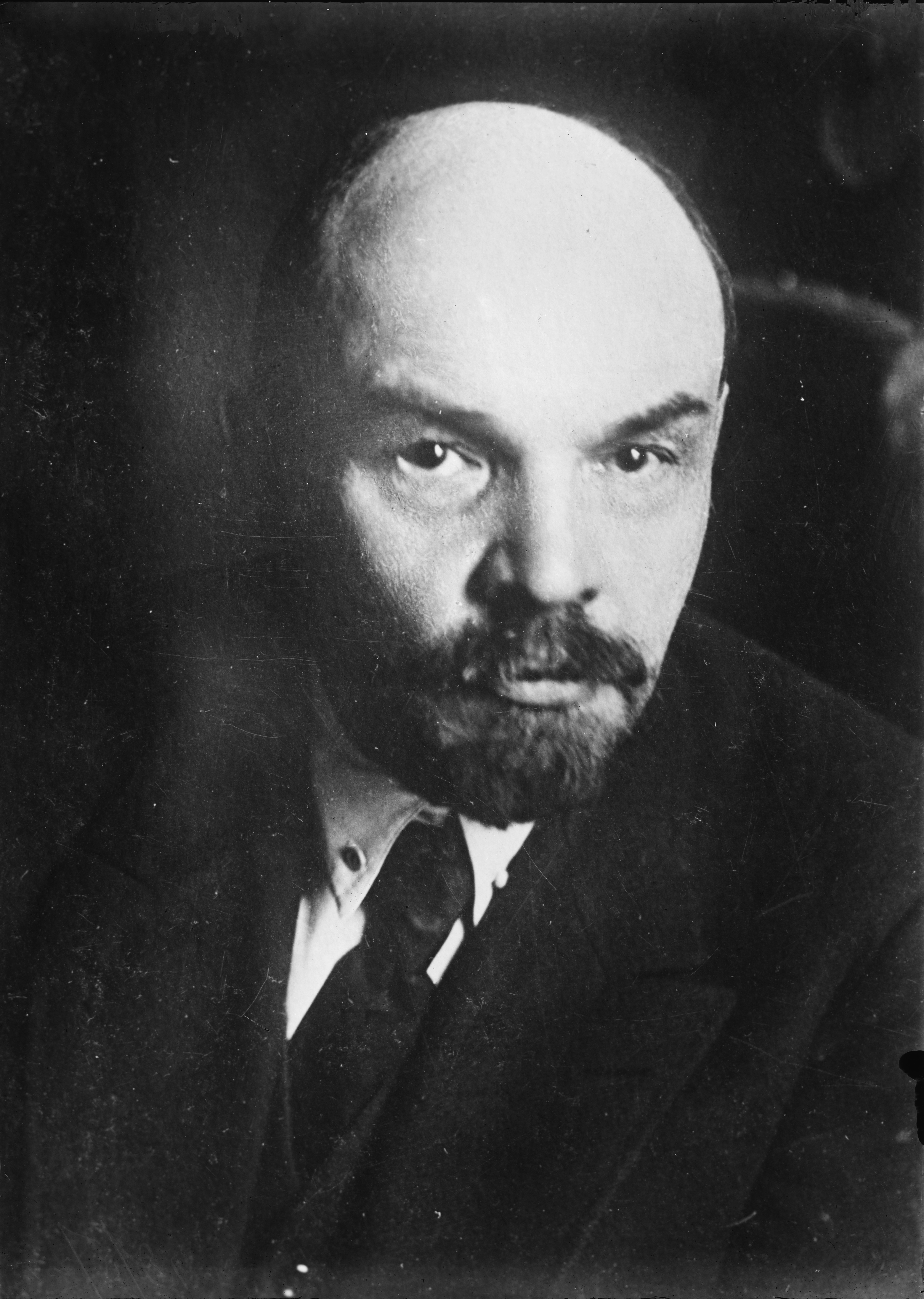
Vladimir Lenin

Het oorlogscommunisme dwong de boeren om hun oogsten te verbergen, omdat de graanquota’s zo hoog waren dat zelfs de voorraad ten behoeve van de zaden ingeleverd moesten worden. Ook werd er graan geëxporteerd door de overheid terwijl de bevolking honger leed. Op het 10e Congres van de Communistische Partij van de Sovjet-Unie werd op 21 maart 1921 een decreet aangenomen dat het regime van voedselrekwisities (inbeslagname van de oogst) verving door een vaste opbrengstbelasting op alle voedselproductie. Aanvullende decreten verbreedden dit tot andere industrieën. Bedrijven met minder dan twintig werknemers werden vrijgesteld van nationalisatie.
Onder de NEP mochten boeren er weer een eigen bedrijfje op na houden. De boeren mochten hun overschotten, na betaling van belasting in natura, op de vrije markt brengen. Ook in de handel en de lichte industrie kregen particulieren meer mogelijkheden. De zware industrie, het bankwezen, het transport en de buitenlandse handel (die bijna niets meer voorstelde), bleven stevig in handen van de staat. In 1922 en 1923 gebeurde 90% van de binnenlandse distributie van landbouwproducten via de private handel.
Tijdens de NEP werd het beheer van de genationaliseerde industrie gegeven aan trusts. Deze trusts waren samenwerkingsverbanden van een aantal fabrieken. Er waren gemiddeld 10 bedrijven per trust. Iedere trust had een eigen vermogen en een eigen bestuur. Het dividend werd afgedragen aan de overheid. De grootste trusts waren in de textielindustrie en de metaalindustrie. De grootste trust in de textielindustrie had ongeveer 50.000 werknemers.
De NEP bleek al spoedig een succes. Rechtlijnige communisten waren echter van mening dat met de NEP te veel werd afgeweken van het ware communisme en zij zagen met lede ogen aan hoe boeren zich als kleine ondernemers konden ontwikkelen. Het Centraal Comité van de Communistische Partij van de Sovjet-Unie zag de NEP als een tijdelijke concessie. Grigori Zinovjev beschreef de NEP als “een tijdelijke afwijking, een tactische terugtrekking, bedoeld om het land klaar te maken voor een nieuwe en beslissende aanval van de arbeiders aan het front tegen het internationale kapitalisme”.

## Scharencrisis
Met de invoering van de NEP werd de controle over prijzen losgelaten. De vraag van de stadsbevolking naar voedsel was vele malen groter dan de behoefte van de boeren aan industriële goederen geproduceerd in de stad. De prijzen van voedsel stegen, terwijl de prijzen van industriële producten daalden. De stedelijke arbeiders verdienden te weinig loon of waren werkloos. De stedelijke koopkracht daalde, terwijl de voedselprijzen stegen. Het hoogtepunt van de hoge landbouwprijzen werd bereikt in de zomer van 1922. De trusts in de industrie reageerden door de oprichting van verkooporganisaties die de relatieve overproductie van goederen verminderden en de industriële prijzen niet lieten dalen. Uiteindelijk stegen de prijzen van de industriële goederen. In september 1922 was de verhouding tussen industriële prijzen en agrarische prijzen hetzelfde als in 1913.
Er ontstond een ander probleem, omdat de industriële prijzen bleven stijgen. In april 1923 liet Leon Trotski een diagram zien waarin de grafieken van industriële prijzen en agrarische prijzen afgebeeld waren. De prijzen van de industriële goederen stegen, terwijl de prijzen voor agrarische producten daalden. Ter illustratie had Trotski een tekening van de bladen van een schaar in het diagram aangegeven, wat leidde tot de naam scharencrisis. Op het hoogtepunt waren de industriële producten driemaal zo duur als de agrarische producten. Er werd besloten om maximumprijzen vast te leggen. In oktober 1923 was de economische situatie verbeterd doordat de industriële productprijzen daalden. Tegelijkertijd was de oogst goed en de export van landbouwproducten hoog. De industrie kon stilliggende fabrieken voor het eerst sinds de Russische Revolutie opstarten. De prijzen van landbouwproducten en fabrieksproducten gingen naar elkaar toe. De werkloosheid nam af en de lonen stegen. Volgens officiële cijfers was de industriële productie in 1924 ongeveer 2,5 keer zo groot als in 1920. Maar in 1924 was volgens dezelfde officiële cijfers de industriële productie nog steeds slechts 40% van de industriële productie in 1913.

## Monetair beleid

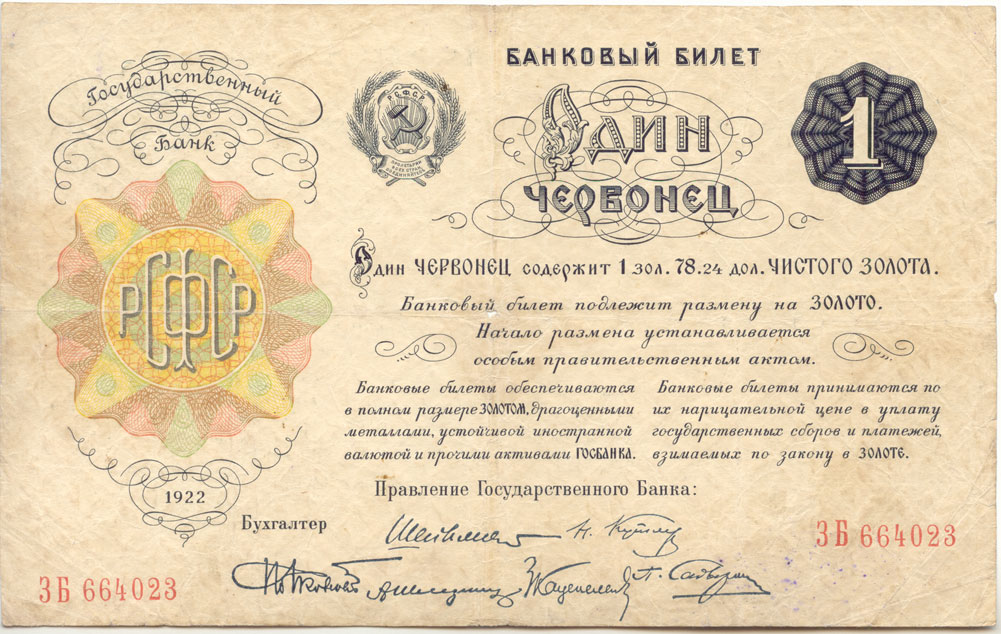
Biljet van 1 tsjervonets

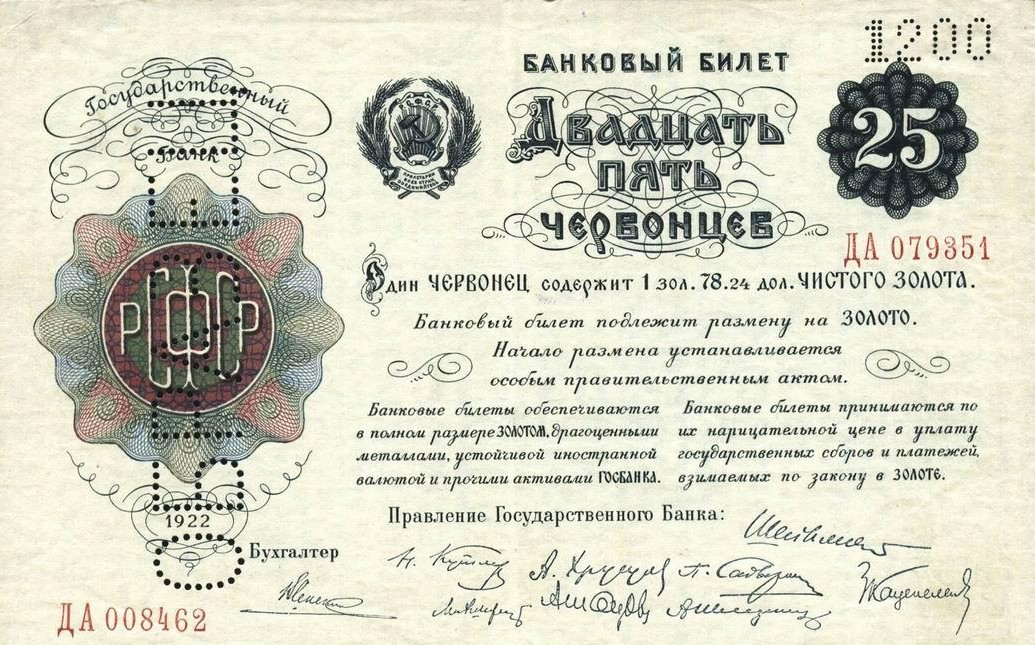
Biljet van 25 tsjervonets

Er was een hoge inflatie doordat de communistische regering veel geld bijdrukte. Het idee achter het drukken van geld was om zonder tegenprestatie veel goederen te kunnen kopen bij de boeren. Niet-marxistische Russische “bourgeoisie-economen” bedachten een succesvol monetair beleid tegen inflatie dat werd overgenomen door de communistische regering.
Het marktsysteem ten tijde van NEP had een stabiel ruilmiddel nodig. Daarom werd er een nieuwe staatsbank opgezet die een fonds met edelmetalen en vreemde valuta beheerde, waarmee de nieuwe geldeenheid tsjervonets kon worden uitgegeven. Dit betekende de gedeeltelijke terugkeer naar de gouden standaard. De tsjervonets werd in oktober 1922 ingevoerd en was evenveel waard als tien goudroebels in het Tsarenrijk. De tsjervonets was alleen bestemd voor de grootindustrie en groothandel die te maken hadden met import en export. De sovjetroebel bleef het wettige betaalmiddel voor de binnenlandse markt. Tussen de roebel en de tsjervonets bestond geen wettelijke waardeverhouding, want anders zou de waarde van de nieuwe munt meegesleurd worden met de waardedaling van de roebel.
De waardedaling van de roebel ging na de invoering van de Tsjerwonetz gewoon door, waardoor de boeren al snel betaling in Tsjerwonetz eisten. De Tsjerwonetz was hier niet voor bedoeld, want dan zou er meer Tsjerwonetz gedrukt moeten worden, waar de Staatsbank niet genoeg goud of vreemde valuta tegenover kon zetten. In februari 1924 werden goudroebelbiljetten ingevoerd. In tegenstelling tot wat de naam suggereert, was er voor de goudroebelbiljetten geen gouddekking voorgeschreven. De uitgifte van de goudroebel was maximaal de helft van het totaal der in omloop zijnde sovjetroebels. In het midden van 1924 werden de oude sovjetroebels afgeschaft.

## Einde van de NEP
Trotski pleitte voor de militarisering van de arbeid en het integreren van de vakbonden in het staatsapparaat. Dit was noodzakelijk volgens Trotski om de Sovjet-Unie te industrialiseren. Dit zou tegengesteld zijn aan de NEP. Jozef Stalin, Grigori Zinovjev en Lev Kamenev verdedigden de NEP tegen de plannen van Trotski.
Nadat Trotski was verslagen, veranderde Zinovjev van mening over zijn steun aan de NEP, die volgens hem te veel de koelakken bevoordeelde. Hiermee viel hij de “rechtse vleugel” van Nikolaj Boecharin aan die voorstanders waren van de NEP. Stalin probeerde zijn gematigde imago te behouden door een centrumpositie in te nemen in deze discussie, maar gaf wel mondjesmaat steun aan Boecharin. Stalin zorgde ervoor dat het centrale comité van de partij de leiding van Zinovjev over de Leningradse partijafdeling ontnam. Toen de macht van Trotski, Kamenev en Zinovjev gebroken was, keerde Stalin zich tegen de NEP en Boecharin.
Stalin ging na de uitschakeling van Zinovjev en Kamenev zelf de industrialiseerders steunen tegen de voorstanders van de NEP. De hoge investeringen van geld en mankracht in de industrie zorgden voor economische problemen. De investeringen van de industrialiseerders leidden tot inflatie van de landbouwprijzen. Door de vastgelegde maximumprijzen zei de hoogte van de prijs niets meer over de verhouding tussen vraag en aanbod. Hierdoor daalde het aanbod van landbouwproducten.
De levensstandaard van de arbeiders en boeren daalde door het industrialisatiebeleid van Stalin. De industrie werd gericht op de productie van productiemiddelen terwijl juist consumptiegoederen benodigd waren. De schaarste aan consumptiegoederen zorgde ervoor dat de boeren minder reden hadden om graan te verkopen aan de stad. De boeren verdienden te weinig door de vastgelegde prijzen en door de afgedwongen graanquota’s.
Nadat Jozef Stalin de macht totaal had overgenomen, besloot hij in 1928 tot de afschaffing van de NEP en het invoeren van het eerste Vijfjarenplan. Volgens Stalin was de afschaffing van de NEP noodzakelijk omdat de arme boeren en “koelakken” grote hoeveelheden graan zouden hebben verstopt om de prijs te laten stijgen. Echter, de communist Boecharin noemde deze beschuldigingen aan de boeren “een sprookje”. Boecharin werd een paar jaar later weggezuiverd door Stalin in een van de Moskouse Processen. Stalin liet onder andere de landbouw in de Sovjet-Unie collectiviseren, waarbij miljoenen mensen stierven door geweld en hongersnoden, zoals de Holodomor.